# 老笠
《老笠》（英語：Robbery）是一部於2016年上映的香港喜劇犯罪電影，火火编剧并执导。第53届金马奖两项提名。

## 剧情
这夜很离奇，自认废青的阿平（曾国祥饰）来到谜之第一晚上班，先遇上刻薄老板（林雪饰）和女同事（雷琛瑜饰），转头卧底警察（姜皓文饰）来借厕所；刚出狱的愤怒老人（冯淬帆饰）即兴玩老笠，又有黑社会大佬（郭伟亮饰）和性感女伴（崔碧珈饰）乱入。众人各有故事，各怀鬼胎，一场大戏在便利店热闹上演。当炸弹狂徒来袭，最后殊途同归但又意想不到。

## 演員表

### 主演
| 演員   | 角色   | 關係/暱稱                              |
| 曾國祥 | 劉建平 | 便利店兼職職員                         |
| 雷深如 | 美圖   | 便利店職員                             |
| 林雪   | 經理   | 劉建平、美圖之上司                     |
| 馮淬帆 | 老嘢   | 剛出獄，因不滿經理而即興玩「老笠」     |
| 姜皓文 | 阿仁   | 警察                                   |
| 崔碧珈 | Anita  | 女醫生                                 |
| 郭偉亮 | 大亨   | 黑盪大亨                               |
| 周祉君 | 阿偉   | 機動部隊警察（PTU）                    |
| 馬志威 | 子雄   | 美圖之未婚夫，實為掩飾其男同性戀者身份 |
| 盧惠光 | 阿光   | 炸彈客                                 |

### 其他演員
| 演員   | 關係/暱稱               |
| 陳慶航 | 劉建平之父              |
| 陸志娟 | 劉建平之母              |
| 路明   | 劉建平之兄              |
| 徐穎怡 | 劉建平之大嫂            |
| 張聲溢 | 圍觀老人家              |
| 曹榮發 | 打羽毛球老伯            |
| 黎祥榮 | 打羽毛球老伯            |
| 蘇偉泉 | 劉建平之朋友            |
| 張育華 | 劉建平之朋友            |
| 車劍輝 | 流浪漢                  |
| 張耀華 | 流浪漢                  |
| 文虢希 | 流浪漢                  |
| 王基鋼 | 露宿者                  |
| 莫湛光 | 露宿者                  |
| 孫慧蓮 | 露宿者                  |
| 雷小明 | 機動部隊阿頭            |
| 游學修 | 機動部隊警察 阿偉之同事 |
| 鄧禮迪 | 機動部隊警察 阿偉之同事 |
| 劉皓嵐 | 小朋友                  |
| 蔡嘉燕 | 經理之妻子              |
| 蘇偉蘭 | 經理之外母              |
| 陳沛妍 | 經理之女兒              |
| 黃達寅 | 子維之男友              |
| 陳健朗 | 劉建平之助手            |
| 江美鎂 | 性感女郎                |
| 張曉虹 | 性感女郎                |
| 陳家意 | 性感女郎                |
| 許穎彤 | 性感女郎                |
| 江礎君 | 性感女郎                |
| 林嘉綺 | 性感女郎                |
| 梁恩娟 | 性感女郎                |
| 廖婉菁 | 性感女郎                |
| 李敏嘉 | 性感女郎                |
| 鄧蕙琳 | 性感女郎                |

## 電影歌曲

### 主題曲
- 《盜亦有道》

作詞：劉卓輝　作曲：黃貫中　編曲：黃貫中　主唱：謝中傑

## 軼事
- 由於該電影被評定為III級電影，而在電影中客串小朋友的劉皓嵐拍攝時只有6歲。因此根據法例，電影上映後他亦不能觀看這套電影，直至12年後，待他年滿18歲才能觀看。

- 此片是J.Arie、馮淬帆、郭偉亮、馬志威、游學修及蘇偉泉（灰熊）首部參演三級片之作品。

## 奬項
| 年度   | 颁奖典礼             | 奖项         | 姓名                | 结果 |
| ------ | -------------------- | ------------ | ------------------- | ---- |
| 2016年 | 第53屆金馬獎         | 最佳男配角   | 林雪                | 提名 |
| 2016年 | 第53屆金馬獎         | 最佳改編劇本 | 火火、 賀鑫、䜖廣源 | 提名 |
| 2017年 | 第12屆金話梅電影選舉 | 最爛電影導演 | 火火                | 提名 |